# Chronicon Altinate
 (mars 2025).
Le Chronicon Altinate ou Chronique Altinate est l'une des plus anciennes sources à propos de l'histoire de Venise. Les manuscrits les plus anciens remontent au XIIIe siècle mais sa composition est plus ancienne. Elle se superpose fortement avec le Chronicon Gradense, qui pourrait être l'une de ses sources. Parfois appelée Chronicon Venetum, ce titre est généralement évité pour ne pas faire la confusion avec le Chronicon Venetum et Gradense de Jean le Diacre.

## Histoire
En tant que tel, le Chronicon Altinate n'est pas vraiment une chronique mais plutôt une compilation de textes et de légendes à propos de l'origine de Venise et de ses habitants. Le document comprend aussi des listes de papes, de doges et d'empereurs, ainsi que des registres d'églises. Les manuscrits les plus importants sont conservés au Vatican, à Venise et à Dresde. 
Comparativement au Chronicon Venetum et Gradense, le Chronicon Altinate est un récit détaillé plus cohérent de la fondation de la ville, traçant ses origines jusqu'à Orphée et Troie. Elle remplace l'attaque des Lombards par celle d'Attila, faisant des Chrétiens la cible des païens qu'ils doivent fuir. Ce récit n'est pas tant historique qu'une manière de conférer une fausse antiquité à la cité et donc de lui donner un prestige plus grand. Le document constitue également une source intéressante pour l'histoire byzantine et les relations entre la ville naissante et l'Empire byzantin. Le texte est complété par une histoire des habitants d'Altinum (correspondant au Quarto d'Altino, qui trouvent refuge à Torcello où ils transfèrent leur église et les reliques de saint Héliodore, le patron de la ville.

### Éditions
- (it + la) Roberto Cessi (dir.), Origo civitatum Italie seu Venetiarum (Chronicon Altinate et Chronicon Gradense), Rome, Tipografia del Senato, coll. « Fonti per la storia d’Italia » (no 73), 1933, L-202. (lire en ligne)[1].
- (it + la) Filippo Luigi Polidori, Cronichon Venetum vulgo Altinate quod prius editum an. MDCCCXLV iuxta codicem Patriarch. Veneti Seminarii denuo prodit ex ms. codice Reg. Bibliothecae Dresdensis, Florence, Giovanni Pietro Vieusseux, coll. « Archivio Storico Italiano » (no 5), 1847 (lire en ligne).
- (it + la) Antonio Rossi, La Cronaca Veneta detta Altinate, Florence, Giovanni Pietro Vieusseux, coll. « Archivio Storico Italiano », 1845 (lire en ligne).
- (la + de) Henry Simonsfeld, « Chronicon Venetum quod vulgo dicunt Altinate », dans Monumenta Germaniae Historica, Scriptores, Hanovre, 1883, vol. XIV, p. 1-69.

### Études
- (it) Enrico Besta, « Nuove ricerche sul Chronicon Altinate », Nuovo Archivio Veneto, no XV,‎ 1908, p. 5–71 (lire en ligne).
- (en) Șerban V. Marin, « Considerations regarding the Place of Chronicon Altinate in the Venetian Historical Writing », Revue des Études sud-est européennes, no 51,‎ 2013, p. 83–103 (lire en ligne).
- (en) Bruno Rosada, « Storia di una cronaca. Un secolo di studi sul Chronicon Altinate », Quaderni Veneti, no 7,‎ 1988, p. 155–180.